# Nicola Terzaghi
Nicola Terzaghi (Bari, 7 luglio 1880 – Firenze, 20 aprile 1964) è stato un filologo classico e latinista italiano.

## Biografia
Nato a Bari da genitori di origine lombarda, Nicola Terzaghi trascorse in Toscana buona parte della sua infanzia e adolescenza. Si laureò in lettere all'Università di Firenze, dove fu allievo di Girolamo Vitelli, che «rimase per lui il filologo ideale, ricordato e amato per tutta la vita».
Insegnò per diversi anni latino e greco nei licei classici, prima di ottenere nel 1923 l'incarico e poi la cattedra di lingua e letteratura latina alla Facoltà di Magistero di Torino. Mantenne questa cattedra di ruolo fino al 1942, allorché gli fu possibile trasferirsi al Magistero di Firenze, dove continuò a insegnare fino al 1950, data del suo collocamento a riposo.
Proseguì peraltro la sua intensa attività di studioso, con la direzione dell'Istituto papirologico intitolato al suo maestro Girolamo Vitelli, presso la Facoltà di lettere dell'Università di Firenze. «Uno dei motivi per cui, negli ultimi anni, tenne con gioia la direzione dell'Istituto papirologico fiorentino, fu certo il pensiero di contribuire all'incremento di una tradizione vitelliana».

## Terzaghi e la scuola di filologia classica
Nicola Terzaghi era consapevole di far parte della prima vera scuola di filologia classica esistente in Italia, con una organizzazione sistematica degli studi classici, che prima invece potevano contare solo su grandi ma isolate personalità.
Tra le linee-guida rintracciabili negli studi di Nicola Terzaghi, oltre al già accennato influsso del Vitelli, è possibile riconoscere anche quelle di studiosi d'indirizzo assai diverso, come ad esempio Domenico Comparetti, con la sua passione per l'archeologia e per l'epigrafia classica.
Inoltre Terzaghi, pur essendo "ufficialmente" un latinista, estese ugualmente le sue ricerche alla filologia greca. Da evidenziare, tra l'altro, la sua rivalutazione della tradizione indiretta, malgrado la «sfiducia pregiudiziale degli editori di testi classici».

## Opere principali
- Fabula - Prolegomeni allo studio del teatro antico, Roma, Formiggini, 1911.
- Studi sull'antica poesia latina. La tecnica tragica di Ennio, Firenze, Tipografia Ariani, 1929.
- Orazio, Roma, Edizioni Formiggini, 1930.
- Per la storia della satira, Torino, L'Erma, 1932.
- La lirica di Orazio, Napoli, Perrella, 1933.
- Lucilio, Torino, L'Erma, 1934.
- Storia della letteratura latina, da Tiberio a Giustiniano, Milano, Vallardi, 1934.
- Storia della letteratura latina, Torino, Paravia, 1935.
- Il romanzo satirico, Firenze, Sansoni, 1950.
- Virgilio, Torino, ERI, 1960.
- I poeti lirici greci e latini, Torino, ERI, 1962.
- Studia graeca et latina, Torino, Paravia, 1963.
- Il padre di Orazio, in «Atene e Roma», 1965, pp. 66 e seguenti.
- Prometeo: scritti di archeologia e filologia, Torino, Paravia, 1966.

Notevoli anche le sue edizioni critiche di Sinesio, Ampelio ed altri.
Per ulteriori dettagli, è utile la bibliografia contenuta nel volume Lanx satura (vedi Bibliografia).